# Diplectrona solitaria
Diplectrona solitaria là một loài Trichoptera trong họ Hydropsychidae. Chúng phân bố ở vùng Tân nhiệt đới.